# Trần Thị Nhi Yến
Trần Thị Nhi Yến (* 9. Juli 2005) ist eine vietnamesische Leichtathletin, die sich auf den Sprint spezialisiert hat.

## Sportliche Laufbahn
Erste internationale Erfahrungen sammelte Trần Thị Nhi Yến im Jahr 2023, als sie bei den Südostasienspielen in Phnom Penh in 23,54 s die Silbermedaille im 200-Meter-Lauf hinter der Singapurerin Shanti Pereira gewann und sich über 100 Meter in 11,75 s die Bronzemedaille hinter Pereira und Supanich Poolkerd aus Thailand sicherte. Anschließend belegte sie bei den Asienmeisterschaften in Bangkok in 11,64 s den achten Platz im 100-Meter-Lauf und schied über 200 Meter mit 24,00 s im Halbfinale aus. Im September wurde sie bei den Asienspielen in Hangzhou in 11,58 s Achte über 100 Meter und belegte in 23,85 s den siebten Platz über 200 Meter. Im Jahr darauf gewann sie bei den U20-Asienmeisterschaften in Dubai in 11,40 s die Silbermedaille über 100 Meter und auch über 200 Meter gewann sie in 23,48 s die Silbermedaille. Im August nahm sie über 100 Meter an den Olympischen Sommerspielen in Paris teil und schied dort mit 11,79 s in der ersten Runde aus. 2025 gewann sie bei den Asienmeisterschaften in Gumi in 11,54 s die Bronzemedaille über 100 Meter hinter der Chinesin Liang Xiaojing und Shanti Pereira aus Singapur und schied über 200 Meter mit 24,02 s in der ersten Runde aus.

## Persönliche Bestleistungen
- 100 Meter: 11,40 s (+0,7 m/s), 25. April 2024 in Dubai
- 200 Meter: 23,54 s (−0,9 m/s), 8. Mai 2023 in Phnom Penh